# 아키즈키 사에코
아키즈키 사에코(일본어: 秋月 さえ子 あきづき さえこ[*], ?년 4월 10일 - 몰년 미상)는 전 다카라즈카 소녀 가극단 (현 다카라즈카 가극단) 남역이자, 전 유키구미 조장이다. 시즈오카현 누마즈시 출신이다. 본명은 스도 유키오(須藤幸代)이다.

## 약력
- 1922년, 다카라즈카 가극단 12기생으로서, 다카라즈카 소녀 가극단에 입단.
- 1935년 6월 30일, 다카라즈카 소녀 가극단을 퇴단.

## 재단 시절 주요 무대 출연
- 『七夕船』 (하나구미) (1932년 6월 1일 - 6월 30일, 다카라즈카 대극장)
- 『戀慕流し』『浮む瀬の盃』『メルヘンランド』 (유키구미) (1935년 1월 1일 - 1월 24일, 다카라즈카 대극장)